# Луан (округ)
Луа́н (фр. Louhans) — округ (фр. Arrondissement) во Франции, один из округов в регионе Бургундия. Департамент округа — Сона и Луара. Супрефектура — Луан.
Население округа на 2006 год составляло 52 132 человек. Плотность населения составляет 42 чел./км². Площадь округа составляет всего 1248 км².